# Menippus dimidiaticornis
Menippus dimidiaticornis là một loài bọ cánh cứng trong họ Chrysomelidae. Loài này được Jacoby miêu tả khoa học năm 1889.